# Juba Ier
Pour les articles homonymes, voir Juba.
Juba Ier (en berbère : ⵢⵓⴱⴰ ⴰⵎⵣⵡⴰⵔⵓ, Yuba amezwaru), né vers 85 av. J.-C., et mort à Zama en 46 av. J.-C., est le dernier roi de Numidie orientale (60-46 av. J.-C.). Il est le fils et successeur du roi Hiempsal II, et le père de Juba II, son successeur, roi de Maurétanie (52 av. J.-C.-23 ap. J.-C.).

## Biographie

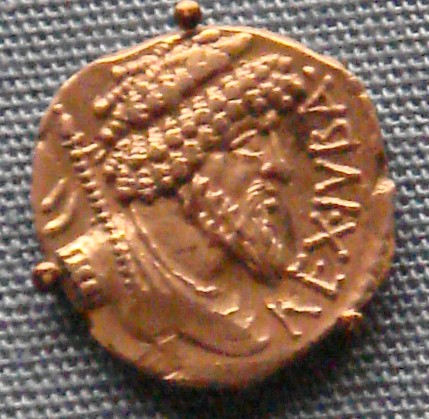
Denier de Juba, en support de Pompée contre Jules César, 60--46 La légende indique : REX.IVBA "Roi Juba". British Museum.

En 81 av. J.-C., son père Hiempsal II fut renversé ; peu après, Pompée fut envoyé en Afrique par Sylla pour le réinstaller sur le trône de Numidie : cela marqua le début d'une alliance entre Hiempsal - puis son fils Juba Ier à partir des années 60 av. J.-C. - et Pompée. Cette alliance se renforça durant la visite de Juba à Rome, quand Jules César l'insulta en tirant sa barbe pendant un procès durant lequel César défendait un client face au père de Juba, mais aussi en 50 av. J.-C., quand le tribun de la plèbe Curion proposa ouvertement que la Numidie soit vendue. En 49 av. J.-C., Juba rejoignit donc le camp du général romain Pompée déclaré hostile à Jules César.
Juba Ier, dès son avènement, avait dû prendre les armes pour rétablir l'ordre dans les régions au Sud de son royaume après des insurrections populaires.
En août 49 av. J.-C., César envoya Curion prendre l'Afrique aux Républicains. Trop confiant et tenant le gouverneur d'Afrique, Publius Attius Varus en piètre estime, Curion ne prit pas avec lui toutes les légions qu'on lui avait confiées pour cette campagne. Lors de la bataille de Bagradas (49 av. J.-C.), Curion mena son armée dans une attaque audacieuse et difficile, déroutant rapidement l'armée de Varus qui fut blessé. Encouragé par ce succès, Curion attaqua ce qu'il croyait n'être qu'un détachement de l'armée de Juba. En réalité, le gros des forces de Juba était là et, après un succès initial, les soldats de Curion furent encerclés et annihilés par Saburra, chef de l'armée de Juba. Curion, acculé avec les restes de sa troupe sur une colline, fut tué dans la bataille. Seuls quelques hommes réussirent à s'échapper sur leurs bateaux, et le roi Juba fit prisonniers plusieurs sénateurs ; faute de rançon, ils finirent exécutés en Numidie.
En 47 av. J.-C., César se rendit en Afrique à la tête de plusieurs légions pour affronter les fidèles de son ancien ennemi Pompée, dirigés par le général romain Metellus Scipion. Juba avait initialement l'intention de rejoindre ce dernier, mais l'invasion de son royaume par l'ouest, par l'allié de César, Bocchus II, et un aventurier romain, Publius Sittius, le contraignit à laisser 30 éléphants derrière lui et à retourner sauver son royaume. C'est finalement à la bataille de Thapsus (au sud-est de Sousse, en Tunisie) sur le sol carthaginois que César parvint à vaincre les Optimates en l'an 46 av. J.-C. Voyant la défaite certaine de Scipion, Juba ne prit pas part à la bataille, et se retira avec ses 30 000 hommes.

### Mort
Après cette défaite, à laquelle il ne participa pas, Juba revint vers sa capitale Zama qui était située au sud-est de la grande cité de Cirta, mais les habitants lui interdirent d'entrer dans la ville car avant de partir au combat, le roi leur avait demandé de lui fermer les portes de sa capitale s'il perdait la guerre contre César. Juba Ier, aux pieds des remparts de sa ville, réclama en vain à ses sujets de lui rendre ses femmes et ses enfants. Afin de ne pas tomber entre les mains de Jules César, il finit par conclure un pacte de suicide avec son ami, et allié romain : Marcus Petreius, s’engageant dans un combat en face à face, afin que l'un des deux ait une mort honorable. Selon le livre De Bello Africo, Juba, étant plus fort que Petreius, parvient à le tuer sans difficulté. Il tenta ensuite de se suicider avec son épée, mais, ne pouvant y réussir, il chargea un de ses esclaves de le tuer, ce qu'il fit.
Son fils, Juba II, sera élevé à Rome dans une captivité dorée par Octavie, la sœur du futur empereur Auguste.